# Antoni Reiter
Antoni Reiter nebo Antoni Rejter, (* 16. března 1950 – 9. února 1986 v Gdaňsku, Polsko) byl polský zápasník – judista.

## Sportovní kariéra
Připravoval v rodném Gdaňsku pod vedením Ryszarda Zieniawy. V polské seniorské reprezentaci se pohyboval od počátku sedmdesátých let, kde ho vedl Waldemar Sikorski s Hiromi Tomitou. V roce 1975 získal pro Polsko první titul mistra Evropy v judu. O pozici reprezentační jedničky ve střední váze bojoval po celou kariéru s Adamem Adamczykem. V roce 1976 jejich vzájemná rivalita vrcholila nominací na olympijské hry v Montreálu, kterou podobně jako v roce 1972 prohrál. Na olympijských hrách v Montreálu nakonec přece startoval ve vyšší polotěžké váze, ve které nestačil ve druhém kole na Němce Dietmara Lorenze. Na podzim téhož roku utrpěl během domácího ligového zápasu zlomeninu krčního obratle a po zotavení se nedokázal na do světa vrcholového juda vrátit. V roce 1986 si kvůli depresím vzal život.

## Výsledky
| Turnaj             | 1971         | 1972         | 1973         | 1974         | 1975         | 1976         |
| Turnaj             | 21           | 22           | 23           | 24           | 25           | 26           |
| Turnaj             | střední váha | střední váha | střední váha | střední váha | střední váha | střední váha |
| ------------------ | ------------ | ------------ | ------------ | ------------ | ------------ | ------------ |
| Olympijské hry     |              | —            |              |              |              | úč.          |
| Mistrovství světa  | úč.          |              | 3.           |              | úč.          |              |
| Mistrovství Evropy | ?            | ?            | ?            | 2.           | 1.           | 3.           |